# Baleia-bicuda-pigmeia
A baleia-bicuda-pigméia (Mesoplodon peruvianus) é um cetáceo da família dos zifiídeos (Ziphiidae) encontrado nas águas do leste do Pacífico, com registros no Peru e na Califórnia.